# رافايل أكوستا
رافايل إدواردو أكوستا كاماروتا (بالإسبانية: Rafael Eduardo Acosta Cammarota) الشهير باسم رافاييل أكوستا (مواليد 13 فبراير 1989 في كاراكاس - فنزويلا) لاعب كرة قدم فنزويلي يلعب حاليا لصالح نادي الدرجة الأولى كالياري الإيطالي منذ 2007 في مركز الوسط المحوري . .

## روابط خارجية
- رافايل أكوستا على موقع الاتحاد الدولي (مؤرشف)  (الإنجليزية)
- رافايل أكوستا على موقع قاعدة بيانات كرة القدم.إي يو (الإنجليزية)
- رافايل أكوستا على موقع ناشيونال فوتبول تيمز (الإنجليزية)
- رافايل أكوستا على موقع Soccerway.com (الإنجليزية)
- رافايل أكوستا على موقع عالم كرة القدم.نت (الإنجليزية)
- رافايل أكوستا على موقع كووورة
- رافايل أكوستا على موقع AS.com (الإسبانية)